# Heina
Heina – dzielnica gminy Morschen w powiecie Schwalm-Eder w kraju związkowym Hesja.

## Historia
Najstarsza znana pisemna wzmianka o Heinie pochodzi z 1299 roku pod nazwą Indagine w dokumencie Kloster Breitenau. Inne wzmianki pojawiają się pod nazwami miejscowości (w nawiasie rok wzmianki): Indagine (1316), Hayn (1346) i zum Heine (1465).
Wieś należała do dworu Morschen, który był własnością klasztoru Haydau. Od czasów reformacji Heina należała do Amt Spangenberg.

## Reforma terytorialna
Gmina Morschen została utworzona w ramach reforma terytorialna w Hesji w dniu 1 stycznia 1974 r. na mocy prawa krajowego przez Gemeindefusion dotychczas niezależnych gmin Altmorschen, Heina, Konnefeld i Neumorschen. Wcześniej gminy Binsförth (1 kwietnia 1972 r.), Eubach (1 lipca 1971 r.) i Wichte (31 grudnia 1971 r.) były eingemeindet w gminie Altmorschen. Altenmorschen stało się siedzibą administracji gminnej. Równocześnie z połączeniem z gminą Morschen stało się częścią nowo utworzonego powiatu Schwalm-Eder.

## Interesujące miejsca
We wsi znajduje się wiele interesujących miejsc: centrum wsi z domami z muru pruskiego, średniowieczny kościół warowny, gigantyczna sekwoja zasadzona przez Nils Seethalera oraz stacja Drogi Świętego Jakuba.